# Société française d'astronomie et d'astrophysique
 (février 2022).
Si vous disposez d'ouvrages ou d'articles de référence ou si vous connaissez des sites web de qualité traitant du thème abordé ici, merci de compléter l'article en donnant les références utiles à sa vérifiabilité et en les liant à la section « Notes et références ».
La Société française d'astronomie et d'astrophysique (SF2A), anciennement appelée Société française des spécialistes d'astronomie (SFSA) et renommée en 1999, est une association loi de 1901 fondée en 1978 par l'astrophysicien français Evry Schatzman. Il s'agit d'une société savante qui compte environ 1 000 membres, tous spécialistes d'astronomie. L'association a pour but de contribuer au développement et au rayonnement de l'astronomie en France et d'y associer l'ensemble des spécialistes d'astronomie concourant à ce même objectif. Elle a son siège social à l'Observatoire de Paris.

## Interactions nationales et internationales
« Sous le haut patronage de l'Académie des sciences, elle coordonne les actions et assure la représentation de la communauté française dans l'Union astronomique internationale, en particulier lors des assemblées générales triennales ». 
En France, la Société française d'astronomie et d'astrophysique est membre actif du Collège des Sociétés savantes académiques de France.

## Présidents
Les présidents de la SF2A depuis sa création sont (entre parenthèses leur année d'élection, pour un mandat de 2 ans) :
- Raymond Michard (1978),
- Evry Schatzman (1982),
- Jean Delhaye (1984),
- Jean Audouze (1986),
- Philippe Delache (1988),
- André Brahic (1990),
- Jean-Paul Zahn (1992),
- Catherine Cesarsky (1994),
- Alain Omont (1996),
- Sylvie Vauclair (1998),
- Suzy Collin (2000),
- Françoise Combes (2002),
- Fabienne Casoli (2004),
- Didier Barret (2006),
- Denis Burgarella (2008),
- Corinne Charbonnel (2010),
- Céline Reylé (2012),
- Hervé Wozniak (2014),
- Samuel Boissier (2016),
- Fabrice Herpin (2018),
- Éric Lagadec (2020),
- Nadège Lagarde (2022),
- Olivia Venot (2024)

## Activités
L'association organise la semaine de l'astrophysique française une fois par année, et édite et diffuse les comptes-rendus associés. De plus, elle représente l'astronomie française dans les différentes structures décisionnelles et organisationnelles de l'Union astronomique internationale. Elle promeut et soutient la participation des astronomes français, membres ou non de la société, aux colloques nationaux et internationaux. Durant la semaine de l'astronomie, elle attribue des prix récompensant divers chercheurs.
Elle s'occupe également de diffuser des messages électroniques d'informations d'intérêt général, de gérer un  annuaire regroupant les coordonnées, les domaines de recherche de l'ensemble des spécialistes d'astronomie, membres ou non membres de la société en France. Elle incite et la valorise des actions de diffusion de la culture scientifique et technique autour du thème de l'astronomie et la dissémination auprès des médias des résultats significatifs obtenus par des astronomes français. Et finalement elle soutient toutes interventions auprès des institutions et pouvoirs publics en faveur de la recherche en astronomie et de l'enseignement de l'astronomie.

## Prix Jeune Chercheur
La SF2A attribue un Prix qui récompense chaque année un(e) jeune chercheur(se) âgé(e) de 36 ans au plus, reconnu(e) internationalement, dont les travaux scientifiques ont été remarqués pour leur qualité et leur originalité et dont l'implication au service de la communauté astronomique est reconnue de tous. Entre 2001 et 2016, les années avec deux lauréats sont les années où un deuxième prix était attribué à un(e) jeune enseignant(e)-chercheur(se), en prenant en compte que la charge d'enseignement ne leur permet pas d'être compétitifs(ves) avec leurs collègues à temps plein. Ce prix spécial a été discontinué à partir de 2017.
Les lauréats depuis 1986 sont :
- 2024 : Laura Bernard (LUTH)
- 2023 : Laure Ciesla (LAM)
- 2022 : Audrey Coutens (IRAP)
- 2021 : Matthieu Bethermin (LAM)
- 2020 : Anaëlle Maury (CEA / Irfu/SAp - AIM)
- 2019 : Sébastien Deheuvels (IRAP)
- 2018 : Miho Janvier (IAS)
- 2017 : Benoît Carry (Lagrange/OCA)
- 2016 : Frédéric Bournaud (CEA - AIM) et Laurène Jouve (OMP/IRAP)
- 2015 : Johan Richard (Centre de recherche astrophysique de Lyon - Observatoire de Lyon)
- 2014 : Emmanuel Hugot (Laboratoire d'astrophysique de Marseille) et François Lique (Université du Havre, Laboratoire ondes et milieux complexes)
- 2013 : Kevin Belkacem (Observatoire de Paris)
- 2012 : Valentine Wakelam (Laboratoire d'astrophysique de Bordeaux) et Aurélien Crida (Laboratoire Lagrange, Observatoire de la Côte d'Azur)
- 2011 : Gaël Chauvin (Institut de planétologie et d'astrophysique de Grenoble) et  Fouad Sahraoui (Laboratoire de physique des plasmas, CNRS-École Polytechnique-UPCM, Observatoire de Saint-Maur)
- 2010 : Fabrice Martins (GRAAL, Montpellier) et Dominique Aubert (Observatoire de Strasbourg)
- 2009 : Pierre Kervella (Observatoire de Paris)
- 2008 : Guilaine Lagache (Institut d'astrophysique spatiale) et Olivier Mousis (Observatoire de Besançon)
- 2007 : Coralie Neiner (Observatoire de Paris)
- 2006 : Stéphane Corbel (CEA-Saclay) et Patrick Michel (Observatoire de la Cote d'Azur)
- 2005 : Guy Perrin (Observatoire de Paris)
- 2004 : Ariane Lançon (Observatoire de Strasbourg) et Jean-Paul Kneib (LAM, Marseille)
- 2003 : Pierre-Alain Duc (CEA, Saclay) et Fabien Malbet (LAOG, Grenoble)
- 2002 : Eric Emsellem (CRAL, Lyon)
- 2001 : Corinne Charbonnel (OMP/LATT) et Christine Joblin (CESR)
- 2000 : Jean-François Donati (OMP/LATT) et Emmanuel Lellouch (Observatoire de Paris/DESPA)
- 1999 : Francis Bernardeau (CEA, Saclay)
- 1998 : Éric Gourgoulhon (Observatoire de Paris)
- 1997 : Anne-Marie Lagrange (Observatoire de Grenoble)
- 1996 : Olivier Le Fèvre (Observatoire de Paris)
- 1995 : Yannick Mellier (Observatoire Midi-Pyrénées, Toulouse)
- 1994 : Nicolas Prantzos (IAP)
- 1993 : François Bouchet (IAP)
- 1992 : Dominique Bockelée-Morvan (Observatoire de Paris)
- 1990 : Claude Catala (Observatoire de Paris)
- 1989 : Stéphane Guilloteau (Observatoire de Grenoble)
- 1988 : Christian Perrier (Observatoire de Lyon)
- 1987 : Laurent Nottale (Observatoire de Paris)
- 1986 : Christian Veillet (Observatoire de la Côte d'Azur, Nice)

## Prix de thèse
Depuis 2011 le prix de la meilleure thèse en astronomie est attribué par la SF2A.
- 2023 : Marta de Simone (IPAG)
- 2022 : Benjamin Crinquand (IPAG)
- 2021 : Lisa Bugnet (CEA, Saclay, UP)
- 2020 : Doogesh Kodi Ramanah (IAP, SU)
- 2019 : Martin Turbet (LMD, SU)
- 2018 : Pierre Janin-Potiron (Laboratoire Joseph-Louis Lagrange, Université de Nice)
- 2017 : Jean-Baptiste Fouvry (IAP, UPMC)
- 2016 : Sandrine Codis (IAP, UPMC)
- 2015 : Quentin Kral (LESIA, OP)
- 2014 : Elsa Huby (LESIA, OP)
- 2013 : Antoine Strugarek (CEA)
- 2012 : Marie Godard (IAS, Orsay)
- 2011 : Marie-Hélène Grondin (Centre d'études nucléaires de Bordeaux-Gradignan, Univ. Bordeaux I)

## Prix «Science en société»
- 2016 : Alexandre Astier ; Prix remis le 16 juin, lors des Journées de la SF2A, pour son spectacle L'Exoconférence[3].
- 2012 : Alain Riazuelo[réf. nécessaire]

## Membres d'honneur
- Françoise Combes
- Suzy Collin-Zahn
- Jean-Paul Zahn (décédé en 2015)